# Anne Gesthuysen

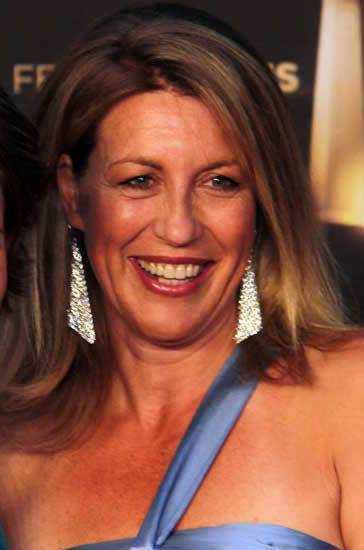
Anne Gesthuysen, 2012

Anne Gesthuysen [ˈɡesthyːzɜn] (* 2. Oktober 1969 in Geldern) ist eine deutsche Journalistin, Schriftstellerin und Fernsehmoderatorin. Sie moderierte von 2002 bis 2014 das ARD-Morgenmagazin.

## Leben
Gesthuysen wuchs in der Gemeinde Alpen am unteren Niederrhein auf. Nach dem Abitur am Stiftsgymnasium Xanten begann sie ein Journalistik-Studium an der Universität Dortmund. Ihre ersten journalistischen Erfahrungen sammelte sie im Alter von 17 Jahren als Hörfunkreporterin für das WDR-Außenstudio Kleve während eines Schülerpraktikums. In den Jahren 1990 und 1991 absolvierte sie ihr Volontariat beim WDR in Köln. Als freie Autorin arbeitete sie danach für die Sender WDR, VOX und ZDF.
Nach dem Studium ging Gesthuysen zunächst zum WDR-Studio Münster. 1997 stand sie als Moderatorin für das WDR-Fernsehen erstmals vor der Kamera. 1999 folgte ein Abstecher zum privaten Fernsehsender RTL. Dort gehörte sie zum Moderatorenteam der Sendung Mein Morgen, ein Frühstücksfernseh-Derivat, das nach knapp einem halben Jahr wieder eingestellt wurde. Nach ihrer Rückkehr zum WDR war sie zunächst Moderatorin für die Lokalzeit aus dem WDR-Studio Essen.

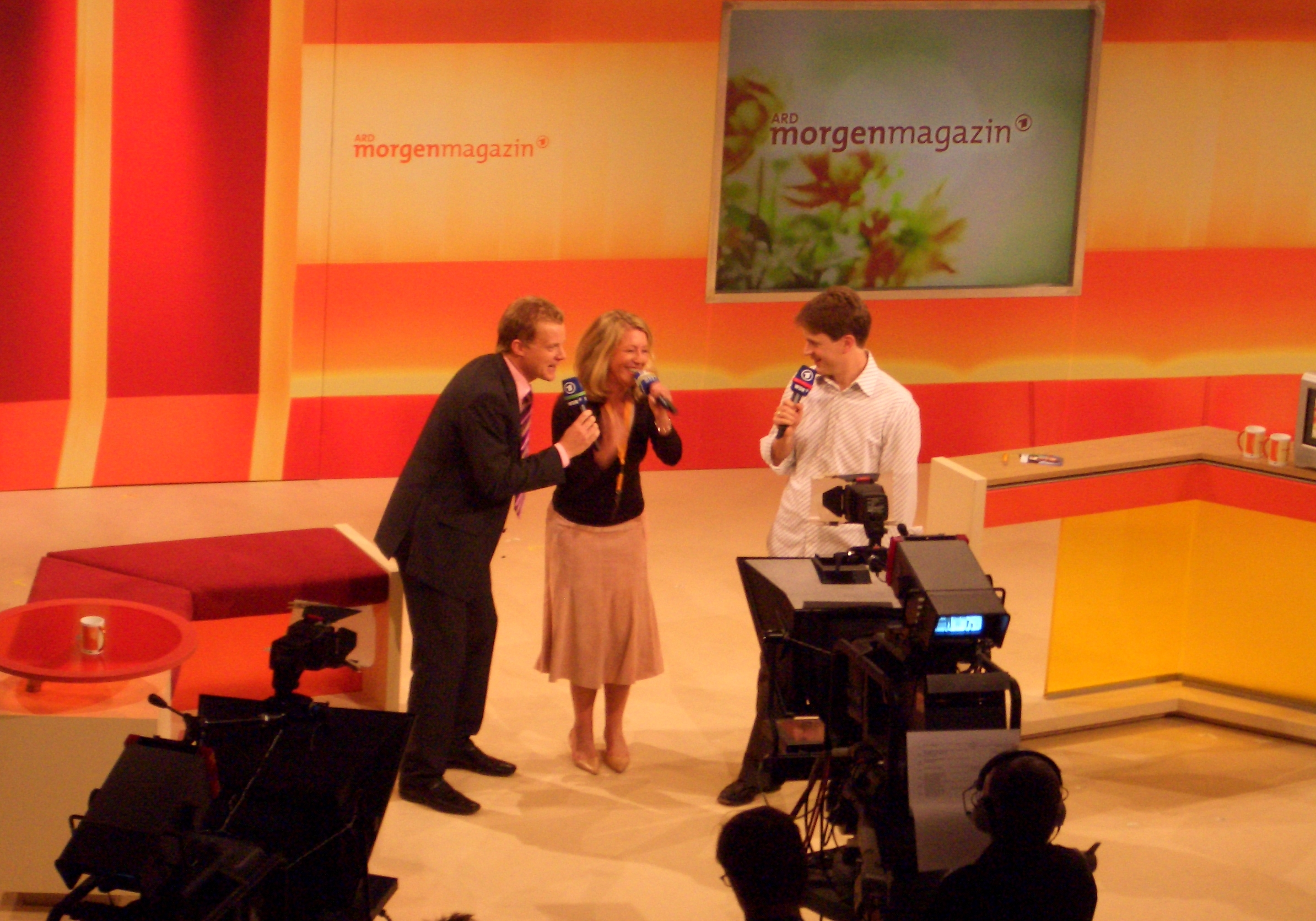
Anne Gesthuysen (Mitte) als Moderatorin des ARD-Morgenmagazins auf der IFA 2005

Von 2001 bis 2004 moderierte Gesthuysen an der Seite von Martin von Mauschwitz die Nachrichtensendung Aktuelle Stunde des WDR. Von 2002 bis 2014 moderierte sie das vom WDR produzierte ARD-Morgenmagazin – zunächst aushilfsweise und ab März 2004 als Stammmoderatorin zusammen mit Sven Lorig. Entscheidende Antriebskräfte für den Wechsel dorthin waren ihren Angaben zufolge insbesondere die freie Moderation und der Reiz, sich mit internationalen politischen Themen auseinanderzusetzen. 2012 gewann sie mit dem Team des ARD-Morgenmagazins den deutschen Fernsehpreis. 2005 nahm sie neben Dariusz Michalczewski, Roberto Blanco, Ralf Moeller, Jeanette Biedermann und Sven Hannawald und weiteren Prominenten bei der ARD-Star-Tour teil.
Im Jahr 2006 hatte Gesthuysen eine Gastrolle in der ARD-Serie Verbotene Liebe, in der sie sich selbst spielte. Im Februar und März 2007 vertrat sie in der vierteiligen WDR-Live-Sendung Streitfall als Anwältin ein europarelevantes Thema (Gesundheit, Türkei, Klima, Rauchen). Die Gegenposition vertrat Sven Lorig. Im Mai 2009 präsentierte sie zusammen mit Lorig die ARD-Gala Jede Stunde zählt, die Auftakt-Show zur ARD-Themenwoche Ist doch Ehrensache. Von Januar bis Dezember 2010 moderierte sie neben dem ARD-Morgenmagazin die Phoenix Runde im Ereigniskanal Phoenix.
Gesthuysen veröffentlichte 2012 – inspiriert vom Lebenslauf ihrer drei Großtanten, die alle 80 Jahre und älter wurden – den Roman Wir sind doch Schwestern. Das Buch wurde ein großer Erfolg und belegte zeitweilig den ersten Platz der Spiegel-Bestsellerliste. Ihren dritten Roman Mädelsabend (2018) versteht sie als Hommage an ihre verstorbene Schwiegermutter.
Im Dezember 2014 gab Gesthuysen bekannt, dass sie zum Jahresende die Moderation des ARD-Morgenmagazins aufgebe, um weitere Romane schreiben zu können.
Von 2016 bis 2017 trat sie zusammen mit ihrem Mann Frank Plasberg in der von Jörg Pilawa moderierten Quizsendung Paarduell, das vom Ersten werktags ausgesendet wurde, jeweils gegen ein anderes, teils prominentes Paar an.
Ab 2020 war Gesthuysen Mitglied im Rateteam der SWR-Fernseh-Sendung Ich trage einen großen Namen.
Derzeit moderiert sie zudem die WDR-Nachrichtensendung Aktuelle Stunde.

## Privates
Gesthuysen und Plasberg wurden im Januar 2011 Eltern eines Sohnes. Sie leben seit 2007 zusammen und heirateten im  August 2012.

## Bücher
- Wir sind doch Schwestern. Kiepenheuer & Witsch, Köln 2012, ISBN 978-3-462-04465-2 (Roman).
- Sei mir ein Vater. Kiepenheuer & Witsch, Köln 2015, ISBN 978-3-462-04832-2 (Roman).
- Mädelsabend. Kiepenheuer & Witsch, Köln 2018, ISBN 978-3-462-05150-6 (Roman).
- Wir sind schließlich wer. Kiepenheuer & Witsch, Köln 2021, ISBN 978-3-462-05408-8 (Roman).
- Vielleicht hat das Leben Besseres vor. Kiepenheuer & Witsch, Köln 2024, ISBN 978-3-462-05409-5 (Roman).